# Henric Lihr
Henric Lihr, född 4 juli 1789 på Forsby i Pernå socken, död 4 juli 1833 i Vasa, var en finländsk pianotillverkare i Helsingfors.

## Biografi
Lihr arbetade under en period i S:t Petersburg. Han flyttade 1818 till Borgå och blev gesäll hos instrumentmakaren Henric Blomqvist. År 1827 flyttade han till Vasa. Lihr avled 4 juli 1833 i Vasa.